# Bregant
Bregant je priimek v Sloveniji, ki ga je po podatkih Statističnega urada Republike Slovenije na dan 1. januarja 2020 uporabljo 195 oseb in je med vsemi priimki po pogostosti uporabe uvrščen na 2.201. mesto. Največ oseb s tem priimkom (53) živi v podravski statistični regiji.

## Znani nosilci priimka
- Alojz Bregant (1907–1928), protifašist
- Boris Janez Bregant (1940–2020), inženir strojništva in politik
- Dimitrij Bregant (* 1936), zdravnik in duhovnik
- Frančišek Bregant (17. stoletje), nabožni pisec
- Ivan Bregant (1938–2015), arhitekt, verski aktivist
- Janez Bregant, psiholog in filozof
- Janko Bregant, odbojkar
- Leopold Bregant (1926–1986), klinični psiholog
- Lev Bregant, pediater
- Marij Bregant (1903–1959), kirurg
- Marijan (p. Nikolaj) Bregant (1907–1985), kartuzijanski pater, prevajalec
- Mihael Bregant (1960–2007), literarni kritik, publicist
- Mihaela Koletnik (r. Bregant) (* 1967), jezikoslovka slovenistka, dialektologinja, prof. UM
- Nada Bregant (1922–2021), hrvaška biokemičarka
- Olivia Bregant (1914–2006), slikarka
- Stane Bregant (1923–1984), gospodarstvenik
- Tatjana Bregant (1932–2002), arheologinja
- Tina Bregant (* 1975), zdravnica pediatrinja, specialistka fizikalne in rehabilitacijske medicine, političarka
- Zmago Bregant (1889–1961), učitelj